# CICA미술관
CICA미술관은 경기도 김포시에 있는 사립 미술관이다.

## 연혁
- 2006년 개관.